# Jacques Foix
Jacques Foix (26 de novembre de 1930 - 14 de juny de 2017) va ser un futbolista francès que jugava com a davanter. La seva carrera com a jugador va abastar des del 1951 fins al 1964. Foix va jugar set partits amb la selecció francesa entre 1953 i 1956, marcant tres gols i va formar part de dos equips que van guanyar la Lliga francesa el 1959 i el 1964.
Foix va morir el 14 de juny de 2017 als 86 anys.